# Aitor Cantalapiedra Fernández
Aitor Cantalapiedra Fernández (Barcelona, 10 de febrer de 1996), conegut més simplement com a Aitor, és un futbolista professional català que juga com a extrem pel Panathinaikos FC.

## Carrera esportiva
Aitor va ingressar al planter del FC Barcelona el 2002, a sis anys, després d'haver començat a jugar amb la Penya Barcelonista Cinc Copes. Va ser descartat el 2006, i va jugar amb tres altres equips catalans – RCD Espanyol, CF Damm i UE Cornellà – abans de tornar al Barça la temporada 2013–14.
Fou ascendit al FC Barcelona B el juliol de 2015, després que l'equip baixés a segona B. Va debutar com a sènior el 22 d'agost d'aquell any, entrant en substitució de Joan Campins a 21 minuts del final en una derrota per 1–2 contra el Cornellà.
Aitor va marcar el seu primer gol com a sènior el 5 de setembre de 2015, el de l'empat al minut 43 contra el RCD Espanyol B a la Ciutat Esportiva Dani Jarque, tot i que finalment el Barça va perdre el partit per 2–3. L'11 d'octubre, va marcar l'únic gol en una victòria a casa contra el CD Alcoià.
El 28 d'octubre de 2015, Aitor va debutar amb el primer equip, entrant al minut 64 en substitució del també debutant Wilfrid Kaptoum en un empat 0–0 fora de casa contra el CF Villanovense, a la Copa del Rei. Va jugar els 90 minuts al partit de tornada al Camp Nou, que el Barça va guanyar per 6–1.
El 12 de gener de 2016, el FC Barcelona rescindeix contracte de diversos jugadors, entre ells a Aitor. La següent temporada va signar contracte amb el Vila-real CF per tornar a jugar en l'equip reserva. Debutà en l'empat 1-1 davant la UE Olot a la segona divisió B. Marca el seu primer gol davant l'Hèrcules CF en la victòria per 3-1.
Aitor va debutar a l'equip principal el 28 d'agost, substituint Nicola Sansone en l'empat de 0-0 contra el Sevilla a la Lliga.
Després d'un any a l'equip filial del Sevilla FC, a la temporada 2018-19 Aitor va fitxar per l'FC Twente neerlandès, que aleshores disputava la segona divisió holandesa. Aitor va esdevenir habitual en els onzes titulars de l'equip, amb qui va aconseguir l'ascens a l'Eredivisie a final de temporada. A conseqüència del seu bon any, en què va sumar 13 gols i 8 assistències, Aitor va ser guardonat amb el premi al millor jugador de la segona divisió holandesa.
El 24 de juny de 2020, Aitor va signar contracte per tres anys amb el Panathinaikos FC de la Superlliga grega. Va marcar el seu primer gol pel club en una victòria per 2-0 a casa contra el PAS Giannina FC, el 12 de desembre de 2020. La setmana següent, Aitor va marcar un gol en una derrota per 2-1 a fora contra el PAOK FC. El 27 de febrer de 2022, va marcar en una victòria a casa per 3-0 contra l'AEK Athens FC.